# Championnats d'Amérique du Sud juniors d'athlétisme 2007
Navigation
Championnats d'Amérique du Sud juniors 2005 Championnats d'Amérique du Sud juniors 2009
La 37e édition des Championnats d'Amérique du Sud juniors d'athlétisme s'est déroulée à São Paulo du 30 juin au 1er juillet 2007, au sein du stade Ícaro-de-Castro-Melo. Les championnats du 10 000 m marche et des épreuves combinées sont ceux des Championnats panaméricains qui se sont déroulés une semaine après du 6 au 8 juillet 2007, dans le même stade.
Une des meilleures prestations est celle de Jorge McFarlane en 13 s 76 ainsi que les deux records sud-américains juniors d'Alonso Edward.

## Résultats

### Hommes
| Épreuves                   | Or                                                                 | Or                | Argent                                                                     | Argent            | Bronze                                                                  | Bronze            |
| -------------------------- | ------------------------------------------------------------------ | ----------------- | -------------------------------------------------------------------------- | ----------------- | ----------------------------------------------------------------------- | ----------------- |
| 100 mètres (0,0 m/s)       | Alonso Edward Panama                                               | 10 s 28 ARj       | Álvaro Gómez Colombie                                                      | 10 s 47 NRj       | Dax Danns Guyana                                                        | 10 s 48           |
| 200 mètres (-0,2 m/s)      | Dax Danns Guyana                                                   | 21 s 27           | Helder Alves Brésil                                                        | 21 s 35           | Jhon Riascos Colombie                                                   | 21 s 53           |
| 400 mètres                 | Juan Maturana Colombie                                             | 47 s 25           | Helder Alves Brésil                                                        | 47 s 62           | Tássio Gomes Brésil                                                     | 47 s 94           |
| 800 mètres                 | Lutimar Paes Brésil                                                | 1 min 50 s 95     | José Figueira Brésil                                                       | 1 min 52 s 04     | Diego Rincon Colombie                                                   | 1 min 52 s 51     |
| 1 500 mètres               | Marvin Blanco Venezuela                                            | 3 min 54 s 71     | Fábio Queiroz Brésil                                                       | 3 min 55 s 21     | Lutimar Paes Brésil                                                     | 3 min 56 s 82     |
| 5 000 mètres               | Robson de Lima Brésil                                              | 15 min 01 s 05    | Jefferson Peña Colombie                                                    | 15 min 02 s 53    | Luis Orta Venezuela                                                     | 15 min 04 s 58    |
| 10 000 mètres              | Jefferson Peña Colombie                                            | 31 min 06 s 05    | Ademilson de Moraes Santana Brésil                                         | 31 min 28 s 28    | Christopher Guajardo Chili                                              | 32 min 13 s 74    |
| 3 000 mètres steeple       | Marvin Blanco Venezuela                                            | 9 min 16 s 75     | Luis Orta Venezuela                                                        | 9 min 18 s 26     | Derlis Ayala Paraguay                                                   | 9 min 29 s 49     |
| 110 mètres haies (0,0 m/s) | Jorge McFarlane Pérou                                              | 13 s 94           | José Raúl Matagira Colombie                                                | 14 s 23 NRj       | Diego de Araújo Brésil                                                  | 14 s 33           |
| 400 mètres haies           | Juan Maturana Colombie                                             | 52 s 43           | Delcio da Fraga Brésil                                                     | 52 s 95           | Geormys Jaramillo Venezuela                                             | 53 s 55           |
| Saut en hauteur            | Diego Ferrín Équateur                                              | 2,12 m            | Cristóbal Gómez Chili                                                      | 2,06 m            | Simon Villa Colombie                                                    | 1,98 m            |
| Saut à la perche           | Rodrigo Tenorio Chili                                              | 4,80 m            | Igor Morales Venezuela                                                     | 4,50 m            | Rubén Benítez Argentine                                                 | 4,50 m            |
| Saut en longueur           | Jorge McFarlane Pérou                                              | 7,52 m (-0,6 m/s) | Alafans Delfino Brésil                                                     | 7,49 m (0.9 m/s)  | Diego Ferrín Équateur                                                   | 7,43 m (0.8 m/s)  |
| Triple saut                | Alafans Delfino Brésil                                             | 15,53 m (0.1 m/s) | Fabian Padron Venezuela                                                    | 14,95 m (0.9 m/s) | Carlos Méndez Équateur                                                  | 14,81 m (0.7 m/s) |
| Lancer du poids            | Josnner Ortíz Venezuela                                            | 17,88 m           | Eder Moreno Colombie                                                       | 17,28 m           | Juan Romero Venezuela                                                   | 16,68 m           |
| Lancer du disque           | Luis Schneider Brésil                                              | 52,44 m           | Gerson dos Santos Brésil                                                   | 52,31 m           | Mariano Etchehandy Argentine                                            | 49,76 m           |
| Lancer du marteau          | Marco Requena Venezuela                                            | 61,00 m           | Gabriel Hohnke Brésil                                                      | 57,24 m           | Rubén Kaufmann Argentine                                                | 56,07 m           |
| Lancer du javelot          | Victor Fatecha Paraguay                                            | 73,07 m CR        | Vicente García Chili                                                       | 61,52 m           | Roberto Zarraga Venezuela                                               | 59,03 m           |
| Décathlon                  | Diego de Araújo Brésil                                             | 7 100 pts         | José Matagira Colombie                                                     | 6 778 pts         | Damian Benedetich Argentine                                             | 6 447 pts         |
| 10 km marche               | Mauricio Arteaga Équateur                                          | 43 min 30 s 64    | Dejaime Cesar de Oliveira Brésil                                           | 44 min 09 s 01    | Claudio Villanueva Équateur                                             | 44 min 24 s 35    |
| Relais 4 × 100 mètres      | Colombie Jhon Riascos Álvaro Gómez Vladimir Valencia Juan Maturana | 40 s 48 NRj       | Brésil Ailson Feitosa Jefferson Lucindo Rodrigo Patativa Jeferson Carvalho | 40 s 66           | Chili Javier Vivar Fernando Gómez Diego Ramos Santiago Luna             | 41 s 78           |
| Relais 4 × 400 mètres      | Brésil Wagner Cardoso Tássio Gomes Henrique de Souza Helder Alves  | 3 min 08 s 68     | Chili Daniel Palma Diego Ramos Fernando Gómez Javier Vivar                 | 3 min 13 s 85     | Venezuela Raúl López Lucirio Garrido Geormys Jaramillo Heisber Landaeta | 3 min 15 s 26     |

### Femmes
| Épreuves                   | Or                                                                      | Or                 | Argent                                                                            | Argent             | Bronze                                                                            | Bronze             |
| -------------------------- | ----------------------------------------------------------------------- | ------------------ | --------------------------------------------------------------------------------- | ------------------ | --------------------------------------------------------------------------------- | ------------------ |
| 100 mètres (0,0 m/s)       | Rosângela Santos Brésil                                                 | 11 s 56            | Bárbara Leôncio Brésil                                                            | 11 s 79            | Yomara Hinestroza Colombie                                                        | 11 s 89            |
| 200 mètres (0,0 m/s)       | Bárbara Leôncio Brésil                                                  | 23 s 69            | Alejandra Idrobo Colombie                                                         | 23 s 97            | Ana da Silva Brésil                                                               | 24 s 05            |
| 400 mètres                 | Alejandra Idrobo Colombie                                               | 54 s 24            | Elaine Paixão Brésil                                                              | 54 s 80            | Keila Escobar Colombie                                                            | 54 s 92            |
| 800 mètres                 | Madeleine Rondón Venezuela                                              | 2 min 09 s 43      | Geisiane de Lima Brésil                                                           | 2 min 10 s 48      | Thayra dos Santos Brésil                                                          | 2 min 11 s 20      |
| 1 500 mètres               | Evangelina Thomas Argentine                                             | 4 min 45 s 30      | Mônica Possu Colombie                                                             | 4 min 46 s 32      | Geisiane de Lima Brésil                                                           | 4 min 47 s 70      |
| 3 000 mètres               | Viviana Acosta Équateur                                                 | 10 min 18 s 35     | Rocío Huillca Pérou                                                               | 10 min 18 s 41     | Claudia Ramírez Uruguay                                                           | 10 min 19 s 94     |
| 5 000 mètres               | Claudia Ramírez Uruguay                                                 | 18 min 18 s 32     | Francisca Alarcón Chili                                                           | 18 min 32 s 13     | Luz Moreno Colombie                                                               | 18 min 41 s 82     |
| 3 000 mètres steeple       | Rocío Huillca Pérou                                                     | 11 min 11 s 57     | Yeimy Ganzalez Colombie                                                           | 11 min 11 s 85     | Luz Moreno Colombie                                                               | 11 min 30 s 82     |
| 100 mètres haies (0,0 m/s) | Gisele de Albuquerque Brésil                                            | 13 s 96            | Ljubica Milos Chili                                                               | 14 s 00            | Jéssica de Souza Brésil                                                           | 14 s 08            |
| 400 mètres haies           | Keila Escobar Colombie                                                  | 59 s 26            | Magdalena Mendoza Venezuela                                                       | 60 s 29            | Elaine Paixão Brésil                                                              | 60 s 41            |
| Saut en hauteur            | Tamara Maass Chili                                                      | 1,75 m             | Valdileia Martins Brésil                                                          | 1,70 m             | Aline Santos Brésil Gabriela Saravia Pérou                                        | 1,70 m             |
| Saut à la perche           | Keisa Monterola Venezuela                                               | 4,15 m CR          | Diana Leyton Colombie                                                             | 3,80 m             | Raissa Schubert Brésil                                                            | 3,65 m             |
| Saut en longueur           | Vanessa Spínola Brésil                                                  | 5,79 m (-1,6 m/s)  | Guillercy González Venezuela                                                      | 5,54 m (-1,5 m/s)  | Karine Farias Brésil                                                              | 5,50 m (1,4 m/s)   |
| Triple saut                | Gisele de Albuquerque Brésil                                            | 12,95 m (-1,1 m/s) | Feber Hernández Venezuela                                                         | 12,53 m (-1,6 m/s) | Simona de Oliveira Brésil                                                         | 12,35 m (-0,3 m/s) |
| Lancer du poids            | Natalia Ducó Chili                                                      | 16,67 m CR         | Renata Severiano Brésil                                                           | 13,22 m            | Jéssica Gouvêa Brésil                                                             | 13,05 m            |
| Lancer du disque           | Fernanda Raquel Borges Brésil                                           | 44,44 m            | Luz Montaño Colombie                                                              | 43,51 m            | Samantha da Cuñha Brésil                                                          | 41,61 m            |
| Lancer du marteau          | Marynna Dias Brésil                                                     | 57,14 m            | Carla Michel Brésil                                                               | 54,31 m            | Durkina Freites Venezuela                                                         | 53,59 m            |
| Lancer du javelot          | Jucilene de Lima Brésil                                                 | 47,53 m            | Katryna Subeldía Paraguay                                                         | 45,45 m            | María Paz Ríos Chili                                                              | 45,06 m            |
| Heptathlon                 | Giovana Aparecida Cavaleti Brésil                                       | 4 957 pts          | Ana Camila Pirelli Paraguay                                                       | 4 873 pts          | Josiane Valentim Brésil                                                           | 4 779 pts          |
| 10 km marche               | Ingrid Hernández Colombie                                               | 48 min 48 s 24     | Fariluz Morales Pérou                                                             | 54 min 39 s 28     | Aline Luisa Sausen Brésil                                                         | 56 min 40 s 81     |
| Relais 4 × 100 mètres      | Brésil Josiane Valentim Bárbara Leôncio Ana da Silva Rosângela Santos   | 44 s 42 CR         | Colombie Nelcy Caicedo Alejandra Idrobo Yomara Hinestroza Keila Escobar           | 45 s 71            | Argentine Jacqueline Rombaldoni Jesica Torres Juliana Menéndez María Belén Ocampo | 47 s 27            |
| Relais 4 × 400 mètres      | Brésil Kamila Miranda Natália Oliveira Liliane dos Santos Elaine Paixão | 3 min 43 s 44      | Argentine Jacqueline Rombaldoni Juliana Menéndez María Belén Ocampo Jesica Torres | 3 min 50 s 43      | Colombie Keila Escobar Anis Canola Alejandra Idrobo Yomara Hinestroza             | 3 min 50 s 61      |